# 사할린 한인

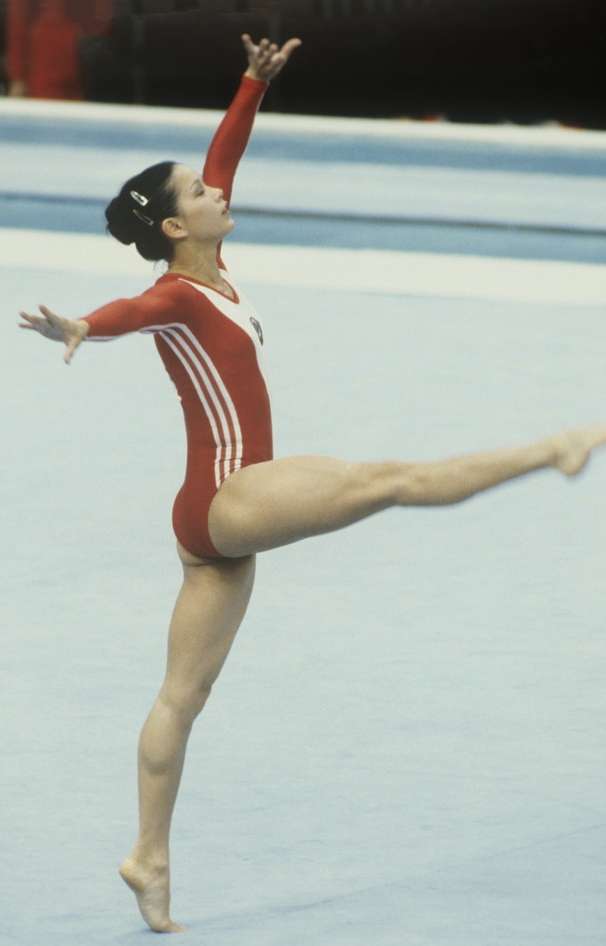
넬리 킴

사할린 한인(러시아어: Сахалинские корейцы, 영어: Sakhalin Koreans)은 사할린섬에 거주하는 한민족으로, 주로 일제 시대 말에 이주한 이들과 그 후손으로 이루어진다.

## 역사
19세기에 러시아 연해주로 건너간 조선인 중 일부가 러시아 영토인 사할린섬 북부로 넘어간 경우가 있었다. 또한 러일 전쟁 이후 일본이 사할린 섬 남부를 차지하여 가라후토 청이 형성된 이후 일본으로 건너간 조선인 중 일부가 가라후토로 건너간 경우도 있었다.

### 사할린섬으로 팔려나간 여성들
동아일보  1924. 09. 02.자 2면을 보면 북화태(북 사할린섬)로 남용석 등의 인신매매 상인에 의해 최근 팔려간 여성이 4명이고, 북화태로 팔려간 조선인 여성만 이미 30여명으로 일본인 가라유키상 상인, 조선인 인신매매상에 의해 조선인 여자가 악마의 밥이 되었다고 보도하고 있다.  조선인 여성들이 팔려간 북화태 아항은 오늘날의 사할린 섬 북부의 알렉산드라프스크 항구이며, 일본군이 1918~1925년 시베리아 침략 무렵 무력으로 점령하였고, 석탄생산지와 어업항으로 현재까지 유명하다. 
일제시대 사할린섬 북부의 오하는 지표면에서 석유를 생산할 수 있었던 곳으로 유명하였다.

### 조선인들의 본격적인 사할린섬 이주
그러나 1930년대 중반까지 이러한 인원은 소수였으며, 1930년대 말에서 1940년대 초까지 일제에 의해 사할린 섬으로 강제 징용되면서 본격적으로 한민족의 사할린 이동이 시작되었다. 일본은 제2차 세계대전의 전시 상황에 부족한 노동력을 보충하기 위해 조선인들을 가라후토로 강제 징용하여 이들을 탄광·군수공장 등에서 혹사시켰다.
일제는 1937년 만주전쟁에서 군수산업 부문의 노동력이 부족하자 1939년부터 모집의 형태로, 1942년부터는 관 알선 방식으로, 1944년부터는 강제징용의 형태로 조선인들을 끌고 갔다. 이중징용(二重徵用)이란 강제동원이 이루어진 것도 이 때다. 사할린에 있는 군수공장으로 해상 연료운반사업이 어렵게 되자 일본 본토 내의 석탄 생산량을 늘리기 위해 사할린에 있는 조선인 노동자 1만여 명을 다시 본토로 끌고 갔던 것이다. 이 과정에서 수많은 사할린 한인 이산가족이 생겼다. 1944년 8~9월에 걸쳐 이중징용된 3200여명의 조선인들의 생사는 아직도 확인되지 않고 있다.

### 2차 세계대전 종전후의 한인문제
제2차 세계대전이 일본의 패망으로 끝나면서 가라후토는 소련에 반환되었다. 이에 따라 가라후토의 일본인들은 일본으로 송환되었으나, 일본 정부는 조선인들은 일본인이 아니라는 이유로 이들을 방치했다. 광복 이후의 후유증으로 대한민국은 이들을 송환할 여력이 없었으며, 한국전쟁 이후에는 냉전으로 대한민국과 소련이 적대관계에 있었기 때문에 사할린의 한인들은 대한민국과 소련, 일본 세 나라의 무관심 속에서 무국적자로 어려운 삶을 살았다. 조선민주주의인민공화국에서 이들을 회유하기도 했으나, 이들 대부분은 경상도·전라도 등 한국 남부 출신으로 대한민국에 연고가 있었기 때문에 조선민주주의인민공화국으로의 송환을 거부하였다.
1960년대와 1970년대를 거치면서 일부는 소련 국적을 취득하기도 했으나, 대한민국으로 귀환을 바라던 1세대들은 계속 무국적자로 남아 어려운 생활을 이어갔다. 1988년 이후 대한민국과 소련의 관계가 개선되면서 이들의 고향 방문이 추진되어 일부가 대한민국을 찾기도 했으며, 이들 중 일부는 대한민국에 정착을 희망하여 사할린 교포 정착촌이 조성되었다. 대한민국 정부는 1세대의 귀환만 지원하고 소련 국적을 취득하지 않은 사할린 동포사이에서 태어난 2세 이하 자녀들을 한국인으로 인정하길 거부했다. 그러나 한국법원은 소련국적을 취득하지 않아 사실상 무국적이었던 사할린 한인 사이에서 태어난 2세는 대한민국 국적자라고 판결했다.

## 거주 지역
러시아 사할린주에 3만여 명이 살고 있으며, 이 중 50%는 유즈노사할린스크에 거주한다. 러시아 외에 대한민국에 3,500여 명이 귀환했고, 조선민주주의인민공화국에 1,000여 명이 귀환했다.

### 관련 방송매체
- 사할린 우리말 방송국
- 새고려신문

## 사할린 한인 학살
사할린 한인들에 대한 일본의 학살은 미즈호 마을에서 일본인들이 한인 27명을 학살한 사건 외에는 그동안 거의 알려져 있지 않았으나, 2008년에 러시아의 연방보안국(FSB) 간부가 조선인 학살을 바탕으로 쓴 소설을 출간하면서 일본의 사할린 한인 학살이 추가로 알려졌다. 2012년에는 일본이 사할린 한인들을 대량학살했을 것이라는 1946년의 소련 정부 보고서 초안이 공개되었다.

## 같이 보기
- 한민족
- 고려인
- 쿠릴 열도 분쟁
- 가라후토 청
- 시마다 모토타로
- 바실리 박